# Salacia regeliana
Salacia regeliana là một loài thực vật có hoa trong họ Dây gối. Loài này được J.Braun & K.Schum. miêu tả khoa học đầu tiên năm 1889.